# Zygmunt Pluciński
Zygmunt Pluciński h. Odrowąż (ur. 12 lutego 1882 w Strzępiniu, zm. 15 grudnia 1933 w Poznaniu) – właściciel ziemski, działacz społeczno-polityczny.

## Życiorys

### Życie prywatne
Zygmunt Pluciński urodził się w rodzinie Kazimierza Plucińskiego h. Odrowąż (1845–1901), właściciela majątku ziemskiego oraz Bronisławy z domu Trąmpczyńskiej h. Topór (1848–1921). Brat Felicjana (1874–1884), Leona, Marii (1877–1945), Heleny Walerii (ur. 1880), Władysława (1884–1887), Anny (1886–1887) i Barbary (ur. 1889). Od 1906 był żonaty z Zofią Krajewską h. Leliwa (1885–1973), z którą mieli dzieci: Janinę (1915–1976), Wiesława (1917–1939) i Juranda (1919–1986). Zmarł w Poznaniu, a pochowany został w nekropolii Rodu Plucińskich na Cmentarzu Parafii Św. Jadwigi Śląskiej i Jakuba Apostoła w Lusowie (kwatera VI).

### Wykształcenie, działalność polityczna i gospodarcza
Po ukończeniu Gimnazjum Realnego im. Fryderyka Wilhelma w Poznaniu był studentem rolniczych uczelni we Frankfurcie nad Odrą oraz w latach 1901–1903 w Berlinie, których nie ukończył. Od 1901 był mieszkańcem Fijałkowa, a później został posiadaczem majątku Lusówko z folwarkiem Rozalin w powiecie poznańskim. Od około 1910 był członkiem kierowanej przez Romana Dmowskiego tajnej Ligi Narodowej oraz członkiem organizacji Obrona Narodowa. Uformowanym przez siebie w powstaniu wielkopolskim uzbrojonym oddziałem bronił linii kolejowej Zbąszyń–Poznań. W czasie powstania złożył egzamin oficerski i został podporucznikiem. Członek Rady Ludowej na powiat Poznań-Zachód. Od początku 1919 był adiutantem generała Józefa Dowbora-Muśnickiego. Był delegatem na Polski Sejm Dzielnicowy w Poznaniu w 1918.
Od 1920, kiedy to powrócił do majątku Lusówko, do 1926 nie brał udziału w działalności politycznej. Uczestniczył w pracach Wielkopolskiej Izby Rolniczej, Związku Ziemian i Towarzystwa Gimnastycznego „Sokół”. W odpowiedzi na zamach Józefa Piłsudskiego, Pluciński w 1926 w utworzonym w Poznaniu Komitecie Wojewódzkim Organizacji Obrony Państwa występował jako jeden z jego organizatorów oraz członek. W grudniu 1926 został powołany na oboźnego Dzielnicy Zachodniego Obozu Wielkiej Polski oraz zasiadał w Wielkiej Radzie organizacji i pełnił tę funkcję do rozwiązania organizacji w 1933. Uczestniczył w ważniejszych akcjach podejmowanych przez obóz narodowy w Wielkopolsce. Stał na czele endeckiego Narodowego Komitetu Gospodarczego, kiedy to w 1929 na terenie powiatu poznańskiego odbywały się wybory do sejmiku. W 1930, kiedy były wybory parlamentarne, występował jako pełnomocnik listy endeckiej na okręg Poznań-wieś. Nie wybrano go do sejmu, kiedy kandydował z listy państwowej.

## Odznaczenia
- Krzyż Oficerski Orderu Odrodzenia Polski (2 maja 1924)[11][12]
- Krzyż Walecznych[13]
- Miecze Hallerowskie[13]
- Krzyż Dowborczyków[13]

## Upamiętnienie
Uchwałą Nr LXXI / 695 / 2010 Rady Gminy Tarnowo Podgórne z dnia 18 maja 2010 jedna z ulic w Lusowie została nazwana imieniem Zygmunta Plucińskiego.